# Таргу Њамц
Таргу Њамц (рум. Târgu Neamț) град је у Румунији, у североисточном делу земље, у историјској покрајини Молдавија. Таргу Њамц је трећи по важности град у округу Њамц.
Таргу Њамц према последњем попису из 2002. године има 20.496 становника.

## Географија
Град Таргу Њамц налази се у средишњем делу Румунске Молдавије. Од највећег града покрајине, Јашија, град је удаљен 110 km западно. Од седишта округа, града Пјатра Њамц, Роман је удаљен 43 km северно.
Град је смештен на речици Њамц, на приближно 380 m надморске висине. Источно од града се издижу Карпати.

## Становништво
У односу на попис из 2002., број становника на попису из 2011. се смањио.
| 1966.  | 1977.  | 1992.  | 2002.  | 2011.  |
| ------ | ------ | ------ | ------ | ------ |
| 12.877 | 14.951 | 22.282 | 22.634 | 18.695 |

Матични Румуни чине огромну већину градског становништва Таргу Њамца, а од мањина присутни су само Роми. Пре Другог светског рата Јевреји су чинили значајан део градског становништва.